# Brahea brandegeei
Brahea brandegeei är en enhjärtbladig växtart som först beskrevs av Purpus, och fick sitt nu gällande namn av Harold Emery Moore. Brahea brandegeei ingår i släktet Brahea och familjen Arecaceae. Inga underarter finns listade i Catalogue of Life.